# Sigillioidea
Sigillioidea is een superfamilie van kreeftachtigen uit de klasse van de Ostracoda (mosselkreeftjes).

## Families
- Saipanettidae McKenzie, 1967
- Sigilliidae Mandelstam, 1960